# Coelometopon natalensis
Coelometopon natalensis är en skalbaggsart som beskrevs av Perkins 2005. Coelometopon natalensis ingår i släktet Coelometopon och familjen vattenbrynsbaggar. Inga underarter finns listade i Catalogue of Life.